# Château de Châteauneuf (Vuillafans)
Le château de Châteauneuf est un château fort du Moyen Âge dont les vestiges se dressent sur la commune de Vuillafans, dans le département du Doubs et la région Bourgogne-Franche-Comté.

## Situation
Le château s'élevait à l'extrémité d'une avancée rocheuse qui domine la vallée de la Loue de plus de 170 m en rive droite. Aujourd’hui la route Vuillafans-Échevannes fait une double boucle autour du promontoire et passe juste en-dessous des ruines.

## Histoire
Châteauneuf a été bâti par les sires de Durnes dans le premier quart du XIIIe siècle. Il était précédé par un bourg castral avec chapelle. Ce dernier comptait plus de 200 âmes. Un double fossé en protégeait l’accès au nord-est. L’ensemble a été détruit vers 1479 lors des guerres de Bourgogne par les troupes de Louis XI, et laissé à l’abandon. À la fin du XVIe siècle, les derniers habitants émigrent au bourg voisin d'Échevannes. Un dénombrement de 1614 mentionne le bourg en ruines. En 1628, le château fort est si dégradé qu'il est mentionné comme n'étant pas tenable face aux troupes suédoises alliées de Louis XIII. La seigneurie est vendue au début de la révolution de 1789. En 1897, le château fort est totalement en ruines. Au début du XXe siècle, les vestiges sont consolidés.

## Description
Aujourd'hui, il ne reste que les ruines de l’enceinte sud-ouest qui dominent la vallée de la Loue. Cependant un œil avisé distingue le premier fossé qui précède et protège l'accès au bourg castral qui comportait jusqu'à 27 feux. Après un cours cheminement à travers ces vestiges, on tombe sur un second fossé annulaire dominé par un grand cône constitué d'éboulis qui trahit la présence de la tour maîtresse. En enfilade de celle-ci était le château à proprement parler.

## Images

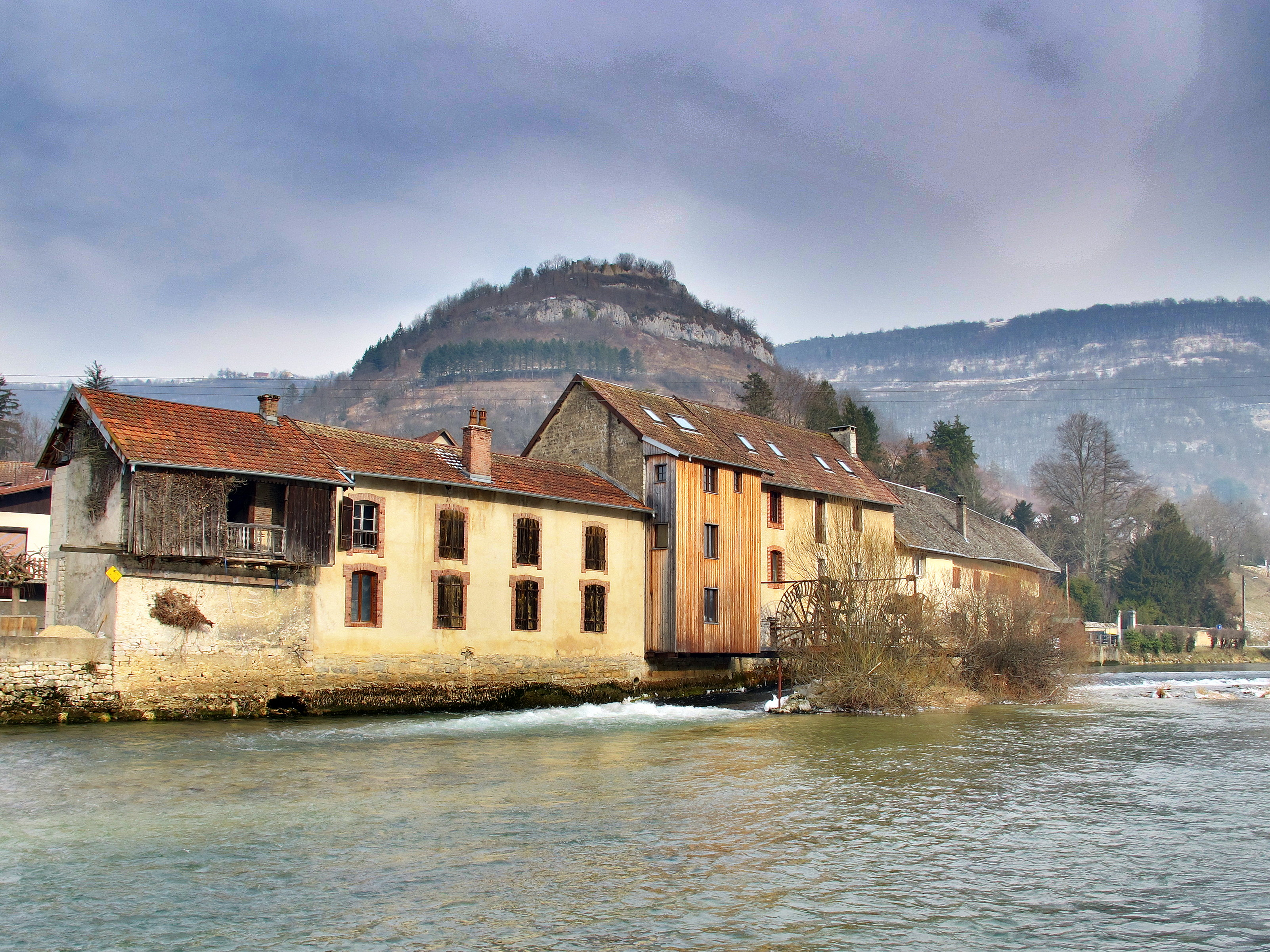
Le promontoire de Châteauneuf au-dessus des moulins.
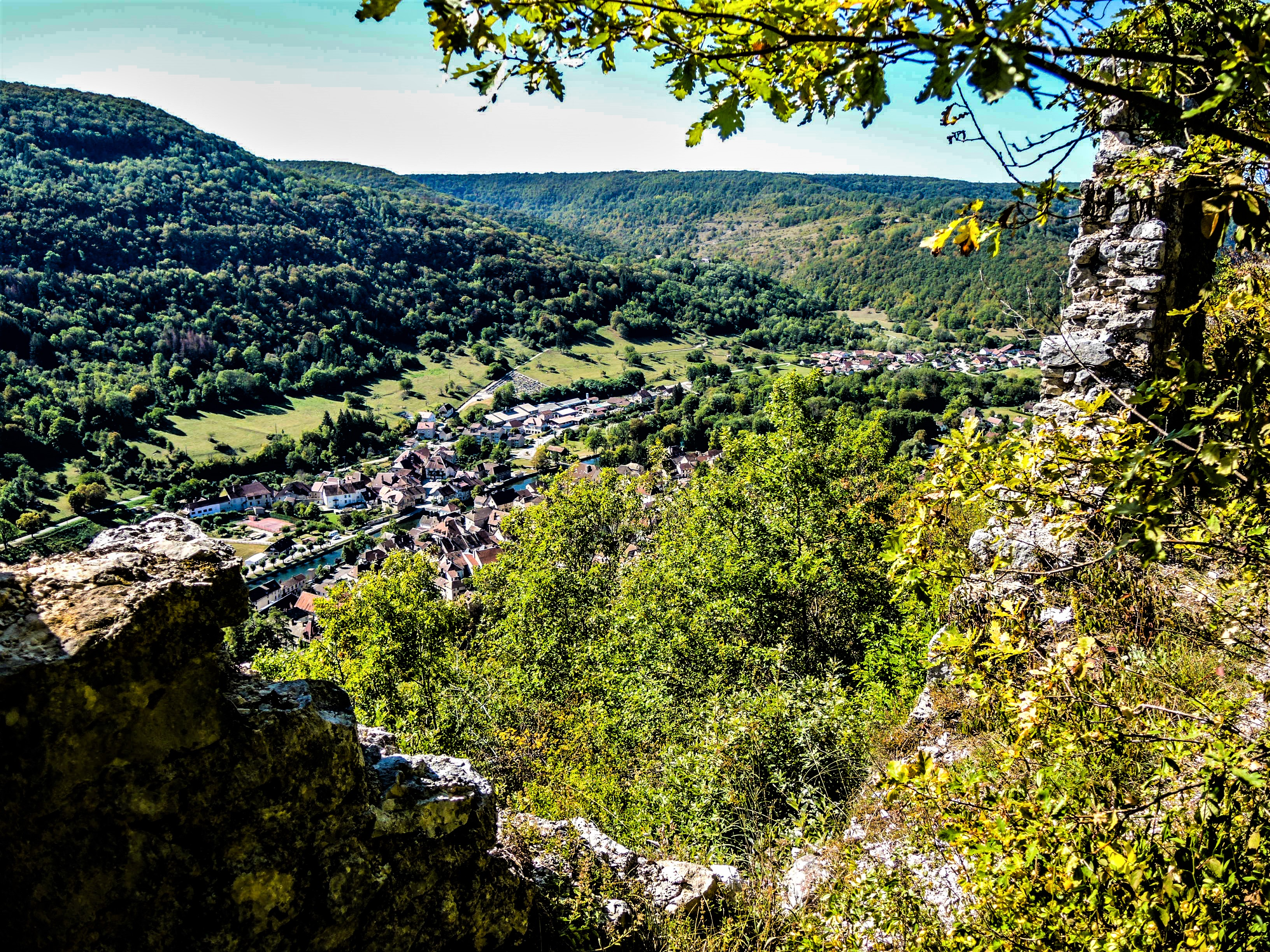
Vuillafans vu depuis les ruines.
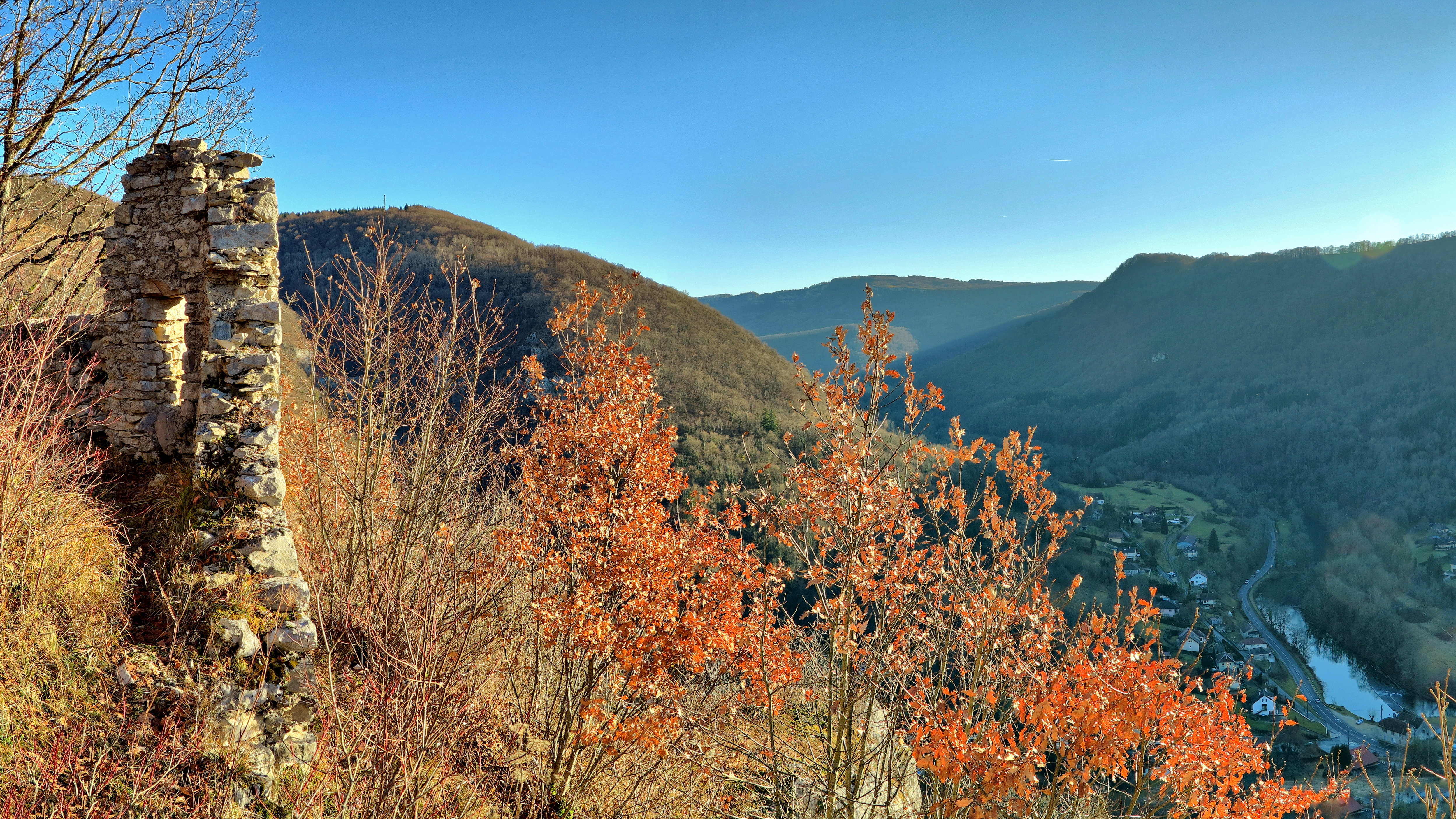
Les ruines de Châteauneuf au-dessus de la Loue.